# Pyrausta visendalis
Pyrausta visendalis là một loài bướm đêm trong họ Crambidae.